# Lennoaceae
Lennoaceae, porodica u redu Boraginales, ponekad i kao Lennooideae  Torr., potporodica boražinovki. Sastoji se od dva roda iz Sjeverne, Srednje i Južne Amerike. 
Ime dolazi po monotipskom rodu čiji je jedini predstavnik parazitska vrsta Lennoa madreporoides.

## Opis
Potporodica u engleskom jeziku nazivana pješčana hrana, dio je porodice Boraginaceae, sastavljena je od dva roda i četiri vrste parazitskih biljaka. Neobične biljke nastanjuju pustinjska područja u Kolumbiji, Venezueli, Meksiku i jugozapadu Sjedinjenih Država, a mnoge se smatraju rijetkima. Iako se ranije tretirala kao vlastita porodica (Lennoaceae), Lennooideae je rekategorizirana kao potporodica botaničkim klasifikacijskim sustavom Angiosperm Phylogeny Group III (APG III); njegova taksonomija ostaje sporna.
Članovi potporodice su korijenski paraziti i potpuno im nedostaje klorofil. Oni šalju strukture zvane haustoria koje prodiru u korijenje drugih biljaka radi hrane. Nakon što haustorijumi uđu u korijenje domaćina, parazit razvija svoje nadzemne dijelove, obično batinaste, mesnate, žućkaste ili smećkaste stabljike s ljuskastim listovima. Atraktivni ljubičasti cvjetovi često se formiraju u prstenu duž vrha debele kupolaste stabljike.
Pojedinačna vrsta Lennoa prilično je varijabilna. Flor de tierra (“cvijet zemlje”; L. madreporoides) obično raste na korijenju meksičkog suncokreta (Tithonia). Ovalna gljivasta stabljika visoka je 5-15 cm (2-6 inča) i u zrelosti je prekrivena malim zvjezdastim cvjetovima, ljubičastim sa žutim grlom.
Dvije vrste Pholisma javljaju se u jugozapadnoj Sjevernoj Americi: “pješčana hrana” (P. sonorae) i “pustinjsko božićno drvce” (P. arenarium). Sočne podzemne stabljike pješčane hrane koristile su kao hranu američki domoroci na području današnje Arizone.

## Rodovi
1. Lennoa Lex.
2. Pholisma Nutt. ex Hook.